# Badens
Badens  (ⓘ) ist eine französische Gemeinde mit 729 Einwohnern (Stand 1. Januar 2022) im Département Aude in der Region Okzitanien. Sie gehört zum Arrondissement Carcassonne und zum Kanton  La Montagne d’Alaric.

## Nachbargemeinden
Nachbargemeinden von Badens  sind Aigues-Vives im Nordosten, Marseillette im Südosten, Rustiques im Südwesten und Bouilhonnac im Nordwesten.

## Bevölkerungsentwicklung

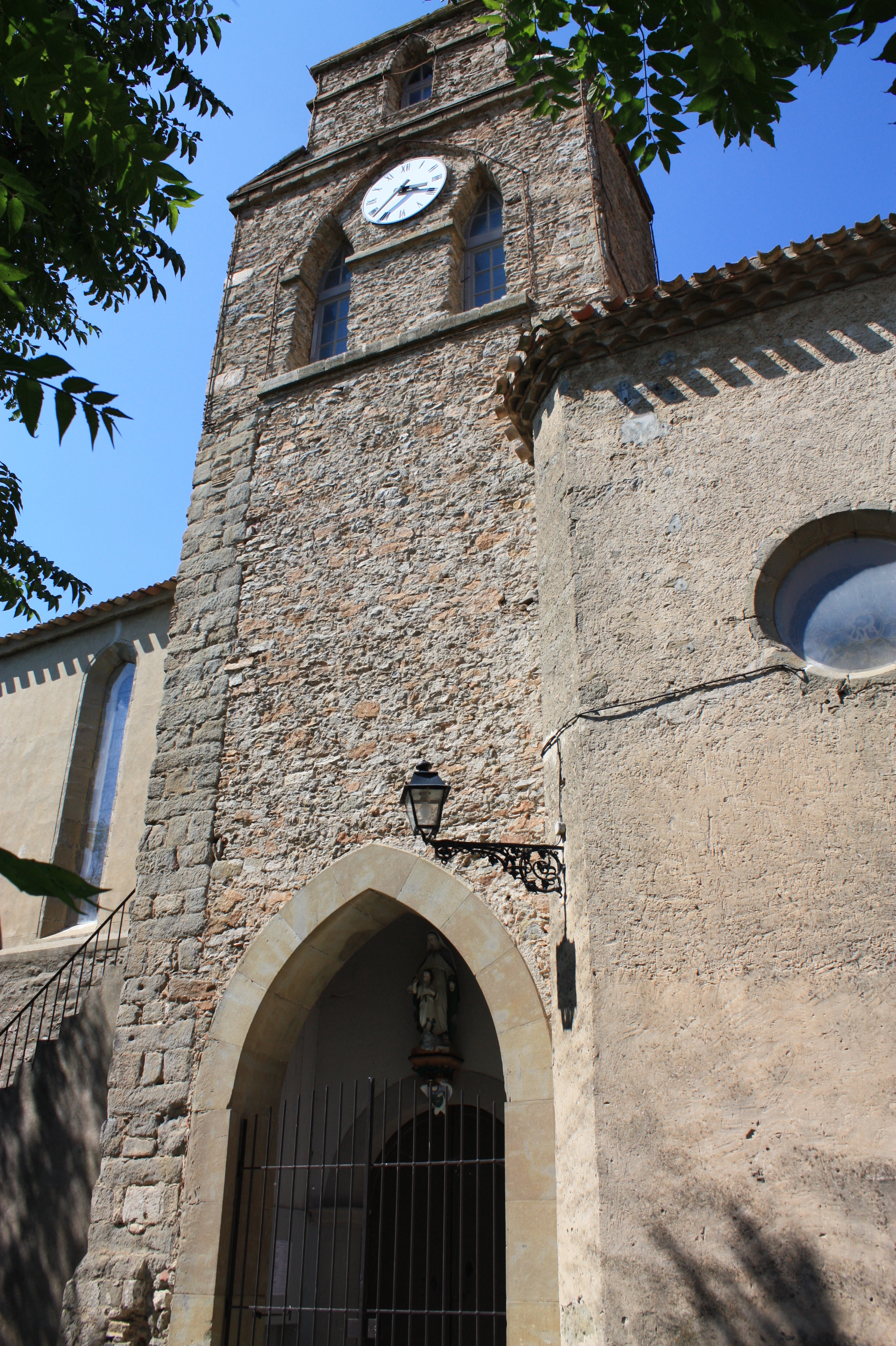
Kirche Sainte-Eulalie

| Jahr      | 1962 | 1968 | 1975 | 1982 | 1990 | 1999 | 2013 |
| Einwohner | 545  | 662  | 519  | 554  | 570  | 626  | 780  |

## Persönlichkeit
- Henri Gout (1876–1953), Politiker